# Ardisia spilota
Ardisia spilota är en viveväxtart som beskrevs av Benjamin Clemens Masterman Stone. Ardisia spilota ingår i släktet Ardisia och familjen viveväxter. Inga underarter finns listade i Catalogue of Life.